# Pinanga rumphiana
Pinanga rumphiana là loài thực vật có hoa thuộc họ Arecaceae. Loài này được (Mart.) J.Dransf. & Govaerts mô tả khoa học đầu tiên năm 2005.